# 연희동 (서울)
연희동(延禧洞)은 서울특별시 서대문구의 행정동 및 법정동이다.
동의 명칭은 현재 연세대학교가 있는 자리로 추정되는 연희궁(延禧宮) 터의 이름에서 유래하였다. 조선시대에는 정자동, 염동, 궁동, 음월리라 부르던 지역으로, 일제시대 때 경기도에 속하다가 다시 경성부에 속하여 연희정(延禧町)이 되었으며 1946년 연희동으로 개명되었다.

## 역사

### 연혁
- 1914년 4월 1일 일제하 부제 실시에 따라 고양군 연희면 연희리로 편제
- 1936년 4월 1일 연희정이라 이름지어 경성부에 편입
- 1946년 연희동으로 개명
- 1970년 5월 18일 연희1,2동 분동
- 2008년 5월 6일 연희1동, 2동, 3동이 통합하여 연희동으로 명칭 변경

### 지명의 유래
일제강점기에 존재했던 연희역(延禧驛)은 경성순환노선의 폐역된 역으로 현재의 연세대학교 앞에 위치하고 있었다. 1930년 12월 25일에 개통하고 1939년 10월 31일에 폐역이 되었다.
또한 『신증동국여지승람』에 "연희궁(延禧宮)이 고초전(苦草田) 원묘, 의소묘(懿昭墓), 선희묘(宣禧墓)를 설명할 때 연희궁이 좌표역할을 하고 흥덕사(興德寺)의 위치를 서술할 때 동부 연희방(燕喜坊)에 있으니"라는 표현이 나온다.
『해동지도』, 『여지도』, 『광여도』, 『대동여지도』 등의 고지도에도 연희관, 고연희궁 등이 표기되어 있다. 연희궁은 이 마을에 조선 초 정종이 태종에게 왕위를 물려주고 머물렀던 곳이다. 연희동은 여기서 유래하였다.
궁터는 연세대학교가 있는 자리로 추정된다. 조선시대에 이곳은 한성부 북부 연희방에 속하였다. 『호구총수』에는 연희방의 연희궁계가 서술되어 있다. 일제강점기인 1911년에는 경성부 연희면(燕禧面) 정자동 · 염동 · 궁동 · 음월리라고 하였다고 전해진다.

## 지리
1968년 연희로와 증가로가 개통되면서 1970년대 초부터 주택가로 개발되기 시작하여, 평지에는 고급 주택이, 고지대에는 시민아파트가 세워졌고, 성산로와 연희로 주변에는 상가가 형성되었다. 기독교 계통의 연세대학교와 이화여자대학교가 인근에 있어 교수, 선교사, 정치인들이 거주하고 있다. 서울시 서대문구의 안산(鞍山) 능선을 따라 남쪽으로 내려가 금화산 자락의 금화터널 위를 지나면 우측에 이화여자대학교가 나오고 우로 연세대와 와우산 자락의 홍익대를 만난다. 연세대학교 인근 주택 밀집지역은 대학생들이 주로 거주하는 하숙촌이 형성되어있다.

## 주민

### 높은 외국인 비율
서울외국인학교와 한성화교중고등학교의 소재지로, 외교관을 포함한 많은 외국인 노동자 가족이 연희동에 거주하고 있다. 또한 1970년대 중구 소공동 일대의 재개발 사업으로 터전을 잃어버린 많은 화교들 중 일부가 연희동 일대에 자리잡았다. 이때 함께 생겨난 일부 중국 음식 전문점은 널리 알려져 있다. 특히 홍대 상권인 연남동으로부터 이어져오는 카페 밀집지역인 연희맛로 주변에 위치해있다. 연희동은 2015년 발표된 통계 자료 기준 서울시에서 가장 많은 타이완인이 거주하는 단일 법정동이다.
2010년 한 부동산정보업체가 공개한 자료에 따르면 외국인이 선호하는 주거지역을 묻는 조사에서 한남동과 이태원동에 이어 세 번째로 높은 선호도를 기록했다.

### 빈부격차
연희동은 ‘부자 동네’라는 인식을 가지고 있을 정도로 고급 주택과 값비싼 승용차가 많이 보이지만, 그 이면에는 심각한 빈부 격차가 존재한다. 안산도시자연공원을 중심으로 북서쪽에는 차상위계층 주민이 분포해있다.

## 교육

### 초등학교
- 서울연희초등학교
- 서울외국인학교

### 중학교
- 서연중학교
- 연북중학교
- 신연중학교
- 한국한성화교중고등학교 중등부

### 고등학교
- 한국한성화교중고등학교 고등부

## 명소
- 서대문자연사박물관
- 연희 104고지 전적지

연희 104고지는 한국전쟁 당시 주요한 전략적 거점이었다. 1950년 9월 21일 대한민국 국군에 의해 점령된 직후인 다음날 조선인민군 륙군의 반격이 이뤄졌다. 1958년 9월 28일에 이를 기리는 비석이 건립되었다.

## 같이 보기
- 연남동
- 연세대학교
- 이화여자대학교
- 전두환
- 노태우
- 한국한성화교중고등학교